# Monterey Bay Aquarium

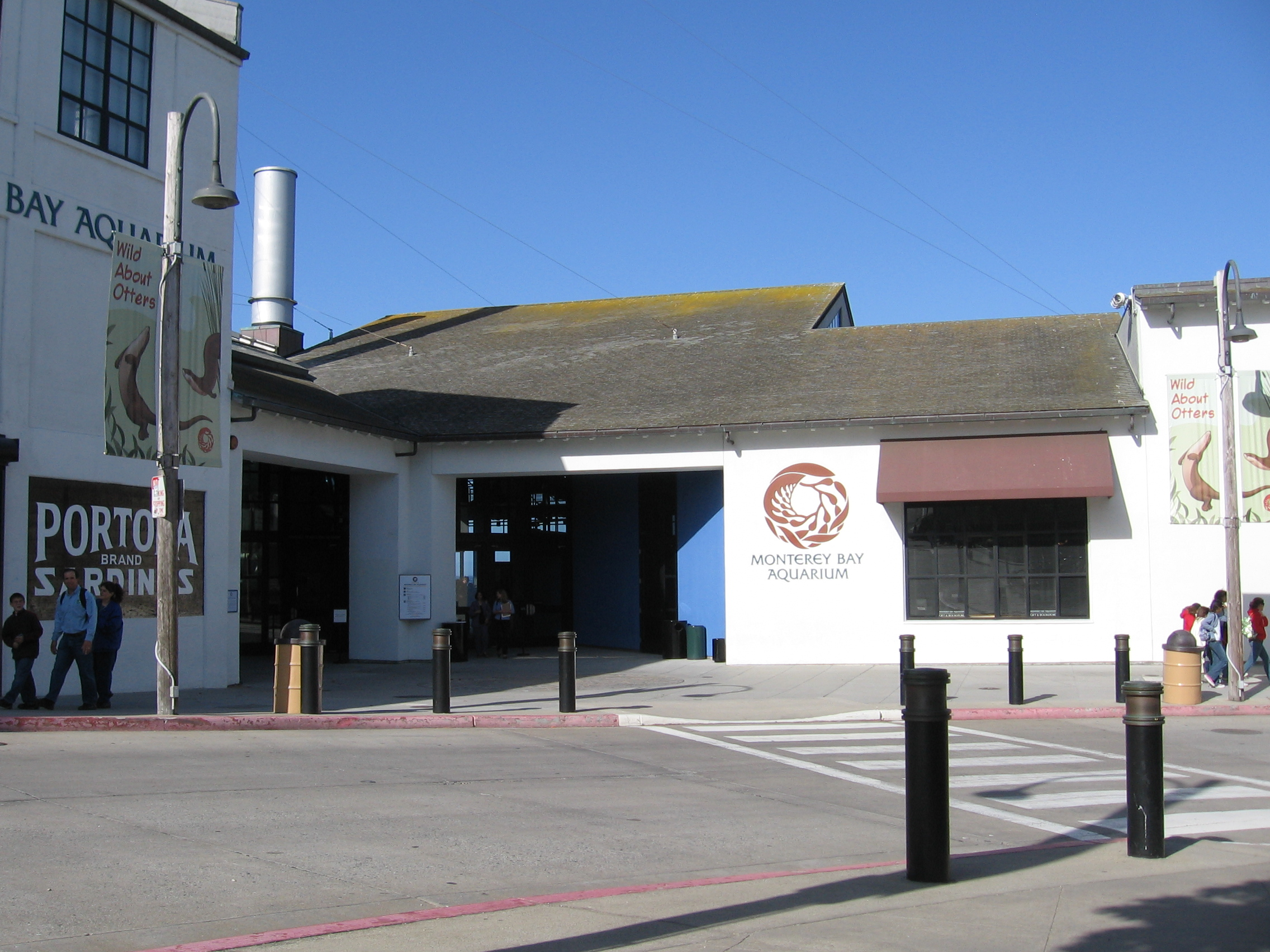
Wejście do Monterey Bay Aquarium

Monterey Bay Aquarium – oceanarium, które mieści się w Monterey, w Kalifornii, w zachodniej części Stanów Zjednoczonych.
Monterey Bay Aquarium jest jednym z większych akwariów na świecie. Za szybami akwarium można zobaczyć płaszczki, rozgwiazdy, meduzy, tuńczyki, rekiny, koniki morskie i inne zwierzęta oceanu. Przy oceanarium funkcjonuje instytut badawczy.